# Tim Solin
Tim Solin (* 18. Juni 1958 in Superior, Wisconsin) ist ein US-amerikanischer Curler. 
Solin war Ersatzspieler der US-amerikanischen Mannschaft bei den XVIII. Olympischen Winterspielen in Nagano im Curling. Die Mannschaft um Skip Tim Somerville belegte nach ein 4:9-Niederlage um den 3. Platz gegen Norwegen um Skip Eigil Ramsfjell den vierten Platz.